# Kemal Mešić
Kemal Mešić (* 4. August 1985 in Rogatica, SR Bosnien und Herzegowina, SFR Jugoslawien) ist ein bosnischer Kugelstoßer, der gelegentlich auch im Diskuswurf an den Start geht.

## Sportliche Laufbahn
Erste internationale Erfahrungen sammelte Kemal Mešić bei den Junioreneuropameisterschaften 2004 in Grosseto, bei denen er mit 49,06 m in der Diskusqualifikation ausschied, wie auch bei den U23-Europameisterschaften in Erfurt 2005 mit 48,36 m. Auch zwei Jahre darauf konnte er sich bei den Leichtathletik-U23-Europameisterschaften 2007 sowohl im Kugelstoßen, als auch im Diskuswurf nicht für das Finale qualifizieren. 2009 belegte er bei den Mittelmeerspielen in Pescara mit 17,96 m den neunten Platz, wie auch bei der Sommer-Universiade in Belgrad mit 18,37 m. Zwei Jahre darauf erreichte er bei den Studentenweltspielen in Shenzhen mit 18,66 m Rang zehn. 2012 nahm er erstmals an den Olympischen Spielen in London teil und schied dort mit 19,60 m in der Qualifikation aus. Auch bei den Leichtathletik-Halleneuropameisterschaften 2013 in Göteborg konnte er sich mit 19,71 m nicht für das Finale qualifizieren. Anschließend wurde er bei den Mittelmeerspielen in Mersin mit 19,60 m Vierter und schied bei den Weltmeisterschaften in Moskau mit 18,98 m in der Qualifikation aus.
2014 konnte er sich weder bei den Hallenweltmeisterschaften in Sopot, noch bei den Europameisterschaften in Zürich für das Finale qualifizieren, wie auch bei den Halleneuropameisterschaften 2015 in Prag mit 19,04 m. Bei den Leichtathletik-Europameisterschaften 2016 in Amsterdam gelang ihm kein gültiger Versuch. Dennoch nahm er erneut an den Olympischen Spielen in Rio de Janeiro teil, bei denen er mit 18,78 m in der Qualifikation ausschied, wie auch bei den Europameisterschaften 2018 in Berlin mit 18,70 m. Im Jahr darauf nahm er an den Weltmeisterschaften in Doha teil, erreichte aber dort mit 19,49 m nicht das Finale.
2011, 2013 und 2014 wurde Mešić Bosnischer Meister im Kugelstoßen sowie 2011, 2014 und 2015 auch im Diskuswurf.

## Persönliche Bestweiten
- Kugelstoßen: 20,83 m, 15. Juni 2019 in Sarajevo
  - Kugelstoßen (Halle): 20,44 m, 9. März 2012 in Nampa
- Diskuswurf: 56,88 m, 8. Mai 2009 in Tallahassee